# Paradoridicola
Genre
Paradoridicola est un genre de copépodes de la famille des Rhynchomolgidae.

## Distribution
Les espèces de ce genre se rencontrent dans l'océan Pacifique et l'océan Indien.
Les espèces de ce genre sont associées à des Alcyonacea.

## Liste des espèces
Selon World Register of Marine Species (24 décembre 2017) :
- Paradoridicola adelphus (Humes & Ho, 1968)
- Paradoridicola angularis Humes, 1990
- Paradoridicola contiguus Humes, 1990
- Paradoridicola drepanophorus Humes, 1990
- Paradoridicola glabripes (Humes & Ho, 1968)
- Paradoridicola hystricosus Humes, 1990
- Paradoridicola robustus (Thompson I.C. & Scott A., 1903)
- Paradoridicola simulator Humes, 1990
- Paradoridicola sinulariae Humes & Stock, 1973
- Paradoridicola sinularianus Humes, 1990
- Paradoridicola spinulatus Humes, 1982
- Paradoridicola squamiger (Humes & Frost, 1964)
- Paradoridicola triquetrus (Humes & Ho, 1968)
- Paradoridicola virgulifer Humes, 1990

## Publication originale
- Humes & Stock, 1972 : Preliminary notes on a revision of the Lichomolgidae, cyclopoid copepods mainly associated with marine invertebrates. Bulletin of the Zoological Museum of the University of Amsterdam, vol. 2, no 12, p. 121-133.